# Karibameer
Het Karibameer is een kunstmatig stuwmeer in zuidelijk Afrika, aangelegd vanaf 1955. Het ligt in de Zambezi, op de grens van Zambia en Zimbabwe.

## Ligging en afmetingen
Het meer ligt zo’n 385 kilometer stroomafwaarts van de Victoriawatervallen. Het meer heeft een lengte van 290 km en een grootste breedte van 32 km. De totale oppervlakte is 6000 km² en de inhoud van 65 km³. De dam is gelegen aan de oostkant van het meer, bij de stad Kariba. Deze stad, gebouwd als een kampplaats voor de arbeiders, groeide later uit tot een volwaardige gemeenschap.

## Aanleg en ingebruikname
Het stuwmeer is ontstaan als gevolg van de bouw tussen 1955 en 1959 van de Karibastuwdam in de rivier de Zambezi, aan de grens van Zimbabwe en Zambia. De grens tussen beide landen loopt dwars door het meer. Het vullen van het meer heeft ruim drie jaar geduurd; in 1959 werd er twee maanden helemaal geen water doorgelaten van 1959 tot en met 1961 werd de waterstroom vaak afgesloten en kwam er nauwelijks water door. In 1962 was er een beperkte piek.:p. 12, 16
Ongeveer 57.000 mensen die rond de rivier woonden, werden verplicht te verhuizen. Als gevolg van het stijgen van het water kwamen vele dieren vast te zitten op de gevormde eilanden en dreigden te verdrinken. Een reddingsoperatie genaamd Noach kwam in 1960 op gang en 5000 stuks wild van 35 verschillende soorten werden gered. Deze werden ondergebracht in nabijgelegen gebieden, die nu nationale parken zijn geworden (onder andere het Matusadona National Park).

## Techniek
De stuwdam bestaat uit twee betonnen bogen met een totale lengte van 633 meter. Vanaf de basis gemeten heeft de dam een hoogte van 131 meter. Slechts zo’n 11 km³ van de 65 km³ water is hiervan te gebruiken voor de productie van elektriciteit. De oorzaken zijn de vorm en de plaatsing van de inlaatpunten voor de turbines.
In de dam zijn twee waterkrachtcentrales gehuisvest, de noordelijke (North Bank) met een opgesteld vermogen van 600 MW en de zuidelijke (South Bank) van 675 MW. Alle opgewekte stroom wordt geleverd aan de twee aangrenzende landen. Inclusief de noodoverlaten kan er maximaal 9.500 m³/seconde water worden doorgelaten.

## Waterhuishouding en ecologie
Het stuwmeer wordt gevoed door de Zambezi. Vanaf 1907 stroomde er jaarlijks gemiddeld zo’n 40 km³ door de Kariba-kloof, de vernauwing waar de dam is gebouwd. In 1957/58 werd een record debiet gemeten van 98 km³ en het dieptepunt lag in 1995/96 met 15 km³ toen de regio werd geteisterd door een langdurige droogte.
Het debiet van de rivier hangt ook nauw samen met de neerslag gedurende het jaar. De grootste afvoer is in de maanden februari tot en met juni en het laagst tussen augustus en november. Door de aanleg van de dam en centrale zijn stroomafwaarts van de dam de waterstromen gereguleerd. In de natte periode wordt zo’n 40% minder water afgevoerd en in de droge periode laat de dam juist meer water door dan voorheen. In augustus stroomt nu voorbij de dam driemaal zoveel water door de rivier dan vóór de bouw.
Het meer is ecologisch rijk aan vis. Vooral de kapentasardine, die er werd uitgezet in 1967 en ingevoerd werd uit het Tanganyikameer, wordt er gevangen en heeft er een visindustrie gecreëerd.
Abayameer · Abbemeer · Abijattameer · Afrerameer · Albertmeer · Assalmeer · Awasameer · Bamendjingmeer · Bangweulumeer · Baringomeer · Basakameer · Bittermeren · Cahora Bassa · Chamomeer · Delcommunemeer · Edwardmeer · Fitrimeer · Georgemeer · Guiersmeer · Hajkmeer · Kabambameer · Kabelemeer · Kabwemeer · Karibameer · Kisalemeer · Kitshomponshimeer · Kivumeer · Kokameer · Kyogameer · Lac Rose · Langanomeer · Mai-Ndombemeer · Manantalimeer · Malawimeer · Manyekemeer · Mofwelagune · Mwerumeer · Mweru-Wantipameer · Naivashameer · Nakurumeer · Nassermeer ·   Nyosmeer · Nzilomeer · Shalameer · Tanameer · Tanganyikameer · Tele-meer · Toshkameren · Tshangalelemeer · Tsjaadmeer · Tumbameer · Turkanameer · Upembameer · Victoriameer · Voltameer · Walilupemeer · Zimbambomeer · Ziwaymeer